# Життя і мета собаки
«Життя і мета собаки» — роман американського письменника В. Брюса Кемерона, написаний у 2010 році. У ньому розповідається про подорож собаки через чотири життя за допомогою реінкарнації та про те, як він шукає сенс свого життя кожного разу. 
Роман був бестселером New York Times протягом 49 тижнів , отримавши схвалення від критиків таких як Темпл Грандін, відома своїм дослідженням поведінки худоби; Kirkus Reviews ; і Марті Беккер, постійний ветеринар у ранковій телевізійній програмі Good Morning America .  У травні 2012 року було випущено продовження під назвою «Подорож собаки», що розповідає про того самого пса після подій попередньої книги. Права на екранізацію книги придбала компанія DreamWorks .  У січні 2017 року на екрани вийшов однойменний фільм.
Українською книгу видав Клуб Сімейного Дозвілля у лютому 2017-го року

## Сюжет
Книга починається з оповіді дикого цуценяти. Кілька тижнів потому, після того, як їх вигодувала їхня мати, яка також була дикою твариною, пес разом із братами та сестрами Швидким, Сестричкою та Голодним виходить із свого барлогу, щоб досліджувати ліси навколо них. Незабаром після цього приходять чоловіки і захоплюють їх. Собаки прибувають до місця під назвою Двір, де живуть десятки покинутих собак під керівництвом лагідної старої жінки, яку оповідач називає Сеньорою. Оповідач, якого Сеньора назвала Тобі, пристосовується до свого нового способу життя. Одного разу багатьох нових собак у дворі відправляють до будівлі (ветеринарного кабінету). Приходить новий пес на ім'я Спайк, який дуже агресивно ставиться до інших собак і ранить Тобі. Невдовзі прибувають агенти служби контролю за тваринами з наказом закрити це місце через погані санітарні умови. Багато собак, включаючи Тобі, згодом піддаються евтаназії.
Після Тобі переродився у цуценя золотистого ретривера та вигодовується молоком нової матері. Через кілька тижнів після народження, коли Тобі та його нові брати та сестри досить дорослі, йому та іншим дозволяється грати поза кліткою. Тобі піднімається на стіл і кусає дверну ручку, відкриваючи ворота у зовнішній світ і залишаючи його досліджувати реальний світ. Водій вантажівки підбирає Тобі на дорозі й називає його «Фелла». Чоловік їде до бару. Після того, як чоловіка не було кілька годин, Тобі починає страждати від спеки в кабіні.
Жінка розбиває вікно машини і рятує Тобі. Вона приносить його додому і дарує своєму восьмирічному синові Ітану. Тобі перейменували на Бейлі. Протягом багатьох років Бейлі живе повноцінним життям з Ітаном і супроводжує його через багато труднощів, включаючи підпал, який призводить до того, що Ітан назавжди пошкодив ногу та завершив свою багатообіцяючу спортивну кар’єру. Ітан їде жити до своїх дідуся та бабусі на їхній фермі в Мічигані, щоб він міг бути зі своєю дівчиною Ханною та закінчити останній рік у середній школі. Приблизно в той час справи в родині йдуть не дуже добре, через травму Ітана, остаточне розставання з Ханною та розлучення батьків Ітана. Незабаром після переїзду Ітан йде до коледжу, залишаючи Бейлі з бабусею та дідусем і рідко відвідує його під час канікул. Здоров'я Бейлі починає погіршуватися, він дуже часто дрімає і відчуває слабкість. Невдовзі мати та бабуся з дідусем Ітана везуть його до ветеринара, де його знову присиплють.
Бейлі прокидається німецькою вівчаркою. Офіцер поліції на ім'я Якоб вибирає Бейлі, який усвідомлює, що він тепер дівчинка, і дає йому ім'я Еллі та навчає його бути пошуково-рятувальним собакою. Джейкоб і Еллі знаходять викрадену дівчину, але, затримуючи чоловіка, він стріляє в Якоба, поранивши його так, що він більше не може бути поліцейським.
Потім Еллі передається під опіку однієї з колег Якоба, Майї. Після старості він перероджується, але цього разу у вигляді лабрадора-ретривера. Венді, його нова власниця, в захваті від свого нового вихованця, вона називає його Ведмедиком. Венді не може утримувати його, оскільки в її багатоквартирному будинку заборонено домашні тварини. Натомість вона віддає його матері, яка зустрічається з алкоголіком . Ні вона, ні він не дуже добре ставляться до Ведмедя, і хлопець матері, якому собака набридла, отримавши повідомлення про те, що йому потрібно створити умови для життя, кидає його на сільській дорозі. Ведмідь впізнає місцевість, оскільки був там раніше з Ітаном. Використовуючи навички, які він набув як Еллі, Ведмідь може простежити запах однієї з тварин ферми до ферми, де живе Ітан. Ітан, нині вже літній чоловік, вирішує залишити Ведмедя, якого він перейменовує на Бадді, і одружується з Ханною. Минають роки, і Ітан, очевидно, страждає від інсульту, і, помираючи, раптом розуміє, що Бадді — це Бейлі.

## Рецензії
The Long Beach Post похвалив здатність Кемерона проникати в психіку собаки.  Christian Science Monitor рекомендував книгу.  The Washington Post розкритикувала Кемерона за те, що він «використовує безкорисливість собак у власних жахливих цілях». 

## Серія
Після книги, було випущено ще дві книги: «Подорож собаки» та «Обіцянка собаки», які є продовженням.  